# Páni z Krumlova
Páni z Krumlova byli významný český šlechtický rod 13. století, jenž byl jedním z pěti rozrodů mocných Vítkovců, sídlící na hradě v Českém Krumlově, od něhož odvozovali svůj název.
Přestože se jednalo o silný rozrod pánů z Růže, který kontroloval levý břeh Vltavy a v době vlády Záviše z Falkenštejna dokonce přešel do otevřené vzpoury proti Přemyslovcům, po smrti Voka z Krumlova roku 1302 se jejich panství včetně sídelního města Krumlova následně chopili jejich přibuzní páni z Rožmberka, kteří tak založili Rožmberské dominium. V historiografii se velmi často chybně uvádí, že páni z Krumlova vymřeli po meči roku 1302 smrtí Závišova bratrance Voka z Krumlova. De facto k tomu došlo až po roce 1337, kdy se má to za to, že zemřel nejstarší syn Záviše z Falkenštejna, Jan (Ješek) z Falkenštejna, kterému jeho bratr po matce český král Václav II. určil životní dráhu jako členu řádu německých rytířů.
Páni z Krumlova splynuli v pozdější rožmberské středověké historiografii cíleně s Rožmberky a jejich jméno již na konci středověku upadlo v zapomnění.

## Historie
Ve druhé polovině 12. století se českému šlechtici Vítkovi I. z Prčice podařilo ovládnout většinu jižních Čech. Na konci svého života se rozhodl svá rozlehlá panství rozdělit mezi pět svých synů během tzv. Dělení Růží. Svému prvorozenému synovi Vítkovi II. daroval země při levém břehu Vltavy v okolí budoucího krumlovského hradu a města. Vítek II. zároveň dostal v erb pětilistou šípkovou růži, symbol všech Vítkovců, v zelené barvě na stříbrném poli. Vedle pánů z Krumlova tak byly založeny ještě rody pánů z Rožmberka, pánů z Hradce, pánů z Landštejna a Třeboně a pánů ze Stráže.
Vítek II. se následně podle legendy rozhodl na novém panství upevnit svou moc a skoncovat s bandou lapků sídlících na ostrohu dnešního Krumlovského hradu, kteří přepadávali obchodníky a karavany. Vítek II. jejich doupě na skále vyplenil a na onom místě vystavěl mezi léty 1230–1239 hrad zvaný Hrádek, při němž bezprostředně vzniklo město Krumlov, zvané později Český Krumlov.

### Odkaz rodu

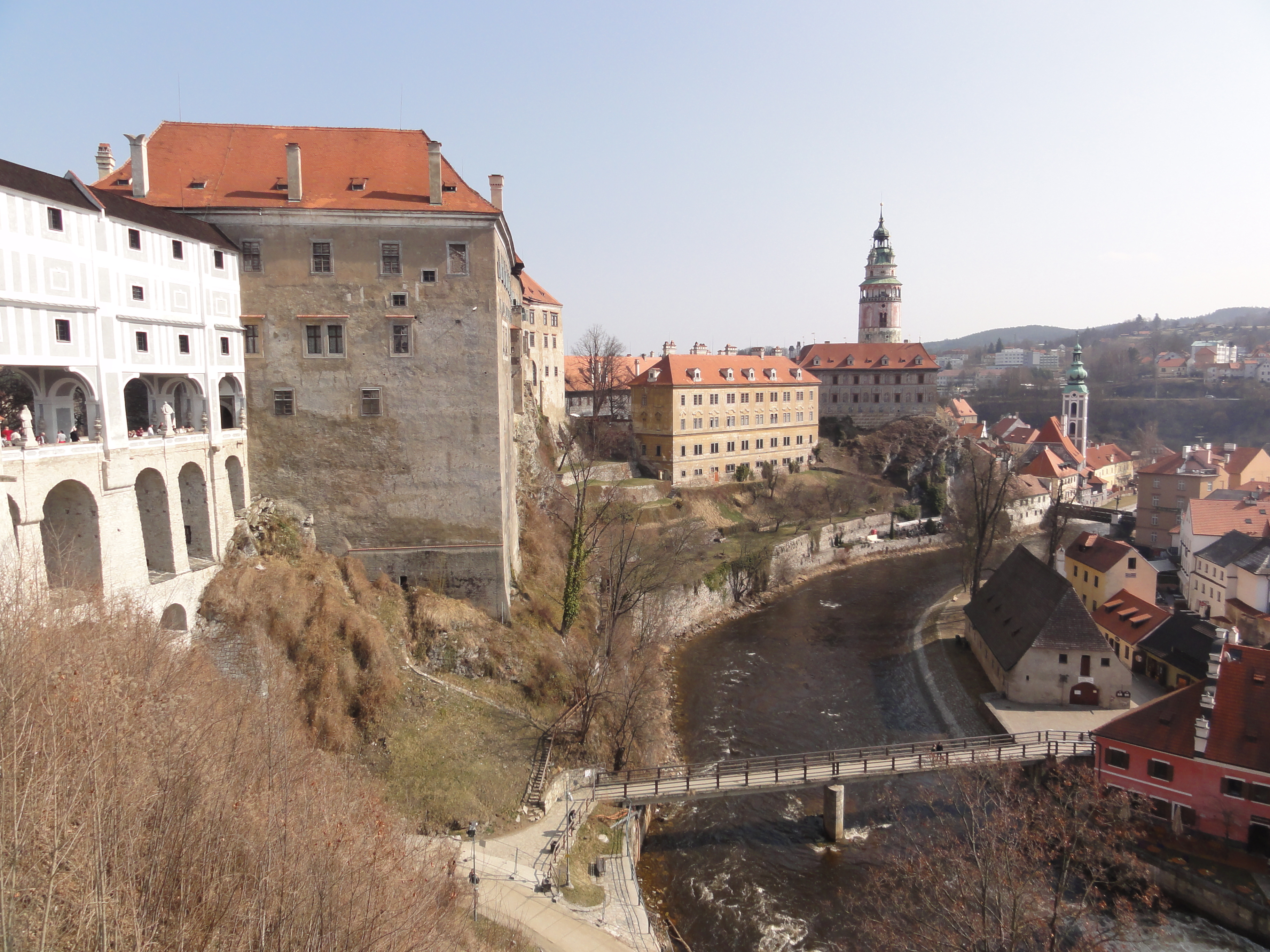
Hrad (dnes zámek) v Českém Krumlově

Rod pánů z Krumlova roku 1302 smrtí Voka z Krumlova ztratil veškeré své pozice a moc a jejich majetky převzali se svolením českého krále Václava II. jejich příbuzní Rožmberkové. Ti následně přesídlili z Rožmberka na Krumlov a znovuzaložili velké vítkovské panství – Rožmberské dominium.

## Významní členové
- Záviš z Falkenštejna – druhý manžel české královny Kunhuty Uherské

## Erb
Tvořila jej zelená pětilistá růže ve stříbrném poli.